# Synidotea littoralis
Synidotea littoralis är en kräftdjursart som beskrevs av Pires och Moreira 1975. Synidotea littoralis ingår i släktet Synidotea och familjen tånglöss. Inga underarter finns listade i Catalogue of Life.